# Bluejacking

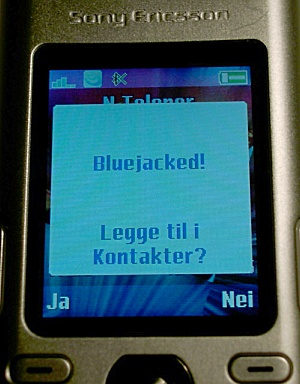
Bluejacking

Bluejacking je využití bezdrátové technologie Bluetooth pro zasílání různých nevyžádaných zpráv ve formě vizitek nebo obrázků na jiná zařízení. Přijímající nemůže identifikovat, od koho zpráva pochází. Osoba používající bluejacking se nazývá bluejacker.
Technologie Bluetooth je používaná zvláště u mobilních telefonů, PDA a počítačů. U mobilních zařízení je dosah kolem 1-10 metrů, u počítačů až 100 metrů.

## Bluejacking v praxi
Bluejacking lze snadno provozovat v místech, kde je největší koncentrace lidí (nákupní centra, kinosály, konference, veletrhy a výstavy). Nejprve se v mobilním přístroji nastaví přezdívka, kterou bude bluejacker používat. Potom se vytvoří nové telefonní číslo a místo jména se napíše vzkaz (doporučená délka je do 14 znaků). Zkušení bluejackeři nedoporučují posílat další detaily.
Po aktivaci bezdrátové technologie bluetooth se v mobilním telefonu zvolí možnost zaslání vizitky. Jako přenosové médium vybere bluejacker právě bluetooth. Mobil posléze vyhledá v dostupném okruhu jiná zařízení (včetně notebooků s aktivním bluetooth).
Pokud je vyhledané zařízení přístupné všem, může přijmout vizitku zaslanou bluejackerem.

## Posílané vzkazy
Bluejackeři posílají různé vzkazy. Mohou to být jednoduché pozdravy, předstírání poruchy, pochvala příjemce („Si rostenka jako hrom“), žertovné vzkazy („Mas rozeplej poklopec“, „Nalezen virus“). Nepsaný kodex bluejackera říká, že není vhodné posílat více než dvě zprávy jedné vybrané oběti. Cílem bluejackera je se pobavit, ne však oběť obtěžovat.

## Pokročilý bluejacking
Existují programy pro mobilní telefony, které samy vyhledávají aktivní přístroje v okolí a zasílají předem definované vzkazy. Bluejacker v tomto případě nemusí posílat vizitky ručně a pouze pečlivě sleduje své okolí.
V zahraničí vznikají i zvláštní zóny, kde je možné pomocí této technologie potkávat tyto technologické nadšence a navazovat přes bluetooth vzájemné vztahy.

## Zkušenosti z ČR
Mnoho lidí v ČR má bluetooth vypnutý, ale s rozšířením telefonů s tímto rozhraním mezi více lidí (kdy mnoho uživatelů ani neví, co bluetooth je) již mnohdy lze potkat na jednom místě mnoho mobilních telefonů, které jej mají zapnutý. To, že je telefon tzv. zjistitelný a se zapnutým bluetoothem, je základní předpoklad k Bluejackingu.

## Obrana proti bluejackingu
Obrana proti bluejackingu je jednoduchá – stačí pouze vypnout bluetooth, nebo vypnout viditelnost. Vypnutý bluetooth se navíc v případě mobilního telefonu významným způsobem podílí na výdrži baterie.